# 김철수 (배우)
김철수(金哲秀, 1971년 12월 22일 ~ )은 대한민국의 배우이다.

## 출연

### 영화
- 2011년 《카운트다운》... 나이트클럽 실장 역
- 2006년 《청춘만화》... 달래 비디오 영상 역
- 2004년 《분신사바》... 선생 1 역
- 2004년 《달마야, 서울 가자》... 땡중 역 (우정출연)
- 2004년 《어깨동무》... 조직 보스 역
- 2003년 《와일드 카드》... 부하 역
- 2001년 《교도소 월드컵》... 휘발유 역
- 2000년 《죽거나 혹은 나쁘거나》... 건달 1 역
- 2000년 《깡패 수업 3》... 인신매매범 똥개 역
- 2000년 《반칙왕》... 달치패 역
- 1998년 《약속》... 니글이 역
- 1998년 《기막힌 사내들》... 용의자 2 역
- 1998년 《투캅스 3》... 은행범 2 역
- 1998년 《죽이는 이야기》... 소눈 역
- 1997년 《드래곤 투카》... 거지 1 역
- 1997년 《할렐루야》(우정출연)
- 1997년 《체인지》... 지하철 사내 1 역
- 1997년 《똑바로 살아라》... 똘마니 역
- 1996년 《깡패 수업》
- 1996년 《알바트로스》
- 1995년 《매춘 6》
- 1995년 《파워 킹》... 루카스 역
- 1995년 《총잡이》... 순경 역
- 1995년 《매춘 5》... 사내 2 역
- 1995년 《아빠는 보디가드》... 건달 폭주족 역
- 1994년 《영구와 우주괴물 불괴리》
- 1994년 《할매캅》
- 1994년 《천하대장군》
- 1994년 《선유락》... 보일러공 2 역

### 방송
- 2010년 KBS2 《제빵왕 김탁구》
- 2009년 SBS 《천사의 유혹》... 건달 역
- 2007년 SBS 《조강지처 클럽》... 사채업자 역
- 2007년 SBS 《칼잡이 오수정》... 사채업자 역
- 2007년 SBS 《쩐의 전쟁》... 전태 역
- 2004년 KBS2 《애정의 조건》
- 2002년 SBS 《야인시대》... 서북청년단 역
- 1998년 SBS 《흐린 날에 쓴 편지》
- 1998년 MBC 《육남매》... 두희 선생님 역
- 1997년 SBS 《모델》